# 林爽文
林 爽文（りん そうぶん、生年不詳 - 1788年）、福建省漳州平和の人。

## 生涯
1773年に父と共に台湾の彰化県大里杙荘（現在の台中市大里区）に移住する。1784年に天地会に参加し、彰化天地会の指導者として頭角を現す。
1787年1月、台湾知府孫景燧が天地会に対する取締りを行うと林爽文は軍勢を率いて反清活動を行う。まもなく彰化を攻撃し彰化県署を占拠すると盟主大元帥を自称した。その後北部の王作、李同らも林爽文に呼応し淡水同知を殺害し、新竹の竹塹城を攻撃し順天を号した。その後も鳳山天地会の荘大田も決起もあり1ヶ月にして台湾府を除く清朝官衙は天地会の支配下に入った。
清朝は陝甘総督大学士福康安、参賛大臣海蘭察による征伐軍を11月に派遣鹿港より上陸、八卦山で戦火が交えられた。福康安は彰化、嘉義などを奪還し、林爽文は集集、水沙連（現在の南投県魚池郷）を拠点とし尚も反清活動を続けた。翌年1月に福康安は原住民の協力を得て老衢崎（現在の苗栗県竹南鎮一帯）で林爽文を捕らえることで反清活動はようやく終焉したが、この叛乱の鎮圧に清朝は10万以上の大軍と1年4ヶ月の期間を費やしている。林爽文は北京に送られ凌遅処死に処せられた。
なお林爽文の叛乱に功績のあった諸羅は「義」挙を「嘉」するという意味で嘉義と、台中以南の地域を教「化」を顕「彰」するという意味で彰化と地名を下賜され現在に至っている。